# Фельдшер
Фе́льдшер (нем. Feldscher) — специалист со средним специальным медицинским образованием, который имеет право осуществлять диагностику и ставить диагноз, самостоятельно назначать и осуществлять лечение или направлять пациента к врачу-специалисту.
Ранее в Российской империи нестроевая средняя медицинская должность в Русской Армии и флоте. Сейчас в России по должностным обязанностям и стандартам работы в местах, отдалённых от врачебной помощи, принципиально не отличается от участкового терапевта и врача скорой помощи. Медицинская помощь, оказываемая фельдшером, называется доврачебной (не путать с первой помощью, устар. — первая медицинская помощь).
В ветеринарии аналогичные специалисты называются ветеринарными фельдшерами.

## Этимология
Слово «фельдшер» (нем. Feldscher) происходит от слова «фельд» нем. Feld — поле, и первоначально «фельдшер» это «полевой цирюльник, хирург», позднее «полевой (лекарь)». Так в средние века в Германии называли военного врача, который лечил раненых в полевых условиях.

## Функциональные обязанности
В России и некоторых странах постсоветского пространства в службе скорой медицинской помощи фельдшер вправе проводить:
- первичную диагностику, сбор анамнеза, лекарственную терапию[8];
- сердечно-лёгочную реанимацию;
- автоматическую дефибрилляцию;
- обеспечение проходимости дыхательных путей (путём выполнения приема Сафара, введения воздуховода, ларингеальной маски или "Combitube", а также посредством коникотомии);
- обеспечение сосудистого доступа путем катетеризации периферической вены или с помощью внутрикостного доступа;
- родовспоможение;
- зондовое промывание желудка;
- катетеризацию мочевого пузыря;
- пункционную торакостомию (декомпрессию при напряженном пневмотораксе);
- иммобилизацию конечностей при переломах с помощью стандартных шин;
- регистрацию и анализ ЭКГ.

При выполнении обязанностей по оказанию скорой медицинской помощи в составе фельдшерской бригады фельдшер может быть назначен старшим бригады либо работать под руководством другого фельдшера, а в составе врачебной (общепрофильной, реанимационной, педиатрической или психиатрической) бригады он действует под руководством врача.
- На фельдшерско-акушерских пунктах диагностирует типичные случаи наиболее часто встречающихся заболеваний и назначает лечение, проводит диспансерное наблюдение за различными группами населения[8], в некоторых случаях может быть наделен полномочиями выписывать рецепты[9] и выдавать больничные листы[10], проводит патронаж беременных и новорожденных, иммунопрофилактику инфекционных заболеваний, оказывает помощь при неотложных состояниях.
- Фельдшер может работать в здравпунктах крупных предприятий, на морских и речных судах, здравпунктах на железной дороге, при аэропортах (в том числе — занимать должность заведующего здравпунктом[11]), проходить военную службу по контракту в воинских частях (на должности фельдшера батальона - командира медицинского взвода батальона, фельдшера в медицинских подразделениях и учреждениях, подведомственных Министерству обороны РФ).
- На данный момент значительная часть фельдшеров работает в составе бригад скорой медицинской помощи, а также диспетчерской службы скорой помощи (официально должность диспетчера называется "фельдшер по приему вызовов и передаче их выездным бригадам").
- Помощник врача-эпидемиолога/помощник санитарного врача — фельдшер, выполняющий врачебные указания при осуществлении деятельности врача-эпидемиолога/санитарного врача.
- По действующему законодательству в условиях кадрового дефицита имеет право замещать должность врача участковой службы поликлиники (участкового терапевта или педиатра).

Польша — единственная страна в Евросоюзе, где существует профессия фельдшера. На сегодняшний день работающих фельдшеров Польша насчитывает 256. Не работающих чуть больше 600. Фельдшеры не могут работать на скорой помощи, но могут работать на должности семейного врача в поликлиниках, приёмных отделениях больниц.
В ряде других стран, например в США и Канаде, на фельдшера (ассистента врача), работающего в отделении скорой помощи стационарного лечебного учреждения (госпиталь, больница), возлагаются также некоторые врачебные функции, такие как:
- приём, регистрация, первичный осмотр, сбор анамнеза и сортировка экстренных, амбулаторных и плановых больных;
- хирургическая обработка неглубоких ран и ожогов;
- оказание иной медицинской помощи больным, не требующим врачебного вмешательства.

В России/СССР, кроме собственно фельдшера существуют ещё и профессии «фельдшер-лаборант» и «фельдшер-акушер», программа их обучения более упрощённая и узконаправленная.

## Образование
В современной системе образования получить специальность фельдшер и, соответственно, работать по профессии могут специалисты, отучившиеся в среднем профессиональном образовательном учреждении (в данном случае в медицинском техникуме или медицинском колледже) по специальности ФГОС 31.02.01 Лечебное дело. Однако, как показывают проведенные в последние годы исследования, большая часть выпускников отказывается работать по специальности, вследствие этого наблюдается острый дефицит фельдшеров, особенно характерный в сельских районах и небольших городах регионов России.
На сегодняшний день существует программа «Земский фельдшер», признанная стимулировать молодых специалистов к работе в сельской местности, однако сегодня нет исследований, объективно оценивающих её результат.

## Военные фельдшеры

### Фельдшеры в Русской гвардии, армии и флоте
C 1741 года начался прием в лазареты учеников для ухода за ранеными воинами. Впоследствии присваивалось звание фельдшера. В 1793 году А. В. Суворов приказал набирать фельдшеров из самых способных солдат.
Фельдшер — среднее нестроевое звание вне Табели о рангах. В отличие от военных врачей, обучавшихся в Военно-медицинской академии, фельдшеры обучались при госпиталях. К началу XIX века на каждый полк приходилось 2-3 фельдшера. Во время Отечественной войны 1812 года существовали младшие и старшие фельдшеры. Эти звания соответствовали старшим и младшим унтер-офицерам. Каждый батальон или батарея должны были быть укомплектованы одним фельдшером, кавалерийские полки — минимум двумя. Так как звание фельдшера не входило в Табель о рангах, в фельдшеры часто шли дети крестьян или солдат. За хорошую работу фельдшерам предназначались денежные премии. С 1815 года старшие фельдшеры, хорошо проявившие себя в медицинской практике, производились в 14-й класс Табели о рангах.
В 1816 году было принято «Положение о военных госпиталях и полевых лазаретах», регламентирующее фельдшерское образование. При Московском военном госпитале была открыта фельдшерская школа, на 150 человек, из которых 50 были будущими костоправами.
В 1838 году Военное министерство приняло «Положение о военно-фельдшерских школах», согласно которому учреждались самостоятельные учебные заведения с фиксированным 4-летним сроком обучения. Были учреждены фельдшерские военные школы при Московском, Санкт-Петербургском, Киевском, Варшавском, Тифлисском и Казанском военных госпиталях, каждая из которых была рассчитана на 800 человек. Также были открыты две школы для детей казаков — в Новочеркасске для войска Донского и в Екатеринодаре для Кубанского и Терского войск. В школы набирали воспитанников училищ военных кантонистов от 12 до 17 лет, обученных грамоте.
Выпускники фельдшерских школ поступали на службу в лазареты и госпитали в звании младшего фельдшера с окладом в 25 рублей в год. Не менее чем через 5 лет можно было получить звание старшего фельдшера. Оклад возрастал до 33 рублей. Через 12 лет беспорочной службы ставка удваивалась и фельдшер получал право аттестоваться на лекарского помощника, первый классный чин. Жалование повышалось до 120 рублей в год. Звание лекарского помощника также получалось при выходе в отставку после 25 лет службы. Назначалась пенсия в 80 рублей в год.

## Газеты и журналы
С 1890 года в России, в СПб. издавалась Б. А. Оксом газета «Фельдшер», посвященная медицине, гигиене и вопросам фельдшерского быта, выходила два раза в месяц. С 1906 года издавался журнал «Фельдшер и акушерка».

## Нумизматика
12 октября 2020 года Банк России выпустил в обращение памятную монету номиналом 25 рублей «Памятная монета, посвященная самоотверженному труду медицинских работников»